# دیوسلینا والدراما
دیوسلینا والدراما (اسپانیایی: Dioselina Valderrama‎؛ زادهٔ ۲۸ آوریل ۱۹۸۴) بازیکن فوتبال زن اهل مکزیک است.
وی همچنین در تیم ملی فوتبال زنان مکزیک بازی کرده‌است.